# Теофелус, Эмма
Эмма Инамутила Теофелус (англ. Emma Inamutila Theofelus; род. 28 марта 1996, Виндхук) — намибийский политический деятель. Член партии «Организация народов Юго-Западной Африки» (SWAPO). Депутат Национальной ассамблеи Намибии с 2020 года. Министр информационных и коммуникационных технологий Намибии с 9 февраля 2024 года. На момент назначения в марте 2020 года Теофелус — самый молодой (23 года) заместитель министра Намибии, а также депутат парламента в Южной Африке.

## Карьера
Теофелус — бывшая молодёжная активистка, с 2013 по 2018 год она занимала должность заместителя спикера Детского парламента. Свою карьеру в качестве сотрудника по правовым вопросам в Министерстве юстиции она начала после того, как получила юридическое образование в Университете Намибии. Звонок из резиденции президента Намибии стал для неё неожиданностью.
Назначение молодых лидеров на высокие посты не является чем-то новым для Африки. Теофелус была назначена заместителем министра информации, связи и технологий Намибии в марте 2020 года в составе кабинета Хаге Гейнгоба во время второго срока. Ей было поручено оказывать помощь в организации связей с общественностью по профилактическим мерам против пандемии COVID-19 в Намибии. На момент назначения в кабинет министров Теофелус было 23 года, и она входила в число самых молодых министров кабинета министров Африки. Она также член правления Национального совета высшего образования.
Является одной из 8 неголосующих членов Национальной ассамблеи Намибии.
В качестве заместителя министра она возглавляла кампанию по информированию общественности о профилактике Covid-19 в Намибии, а в качестве члена парламента успешно внесла предложение о необложении товаров женской гигиены налогом. До своего назначения Теофелус была членом Намибийского отделения AfriYAN, региональной молодёжной организации, где она возглавляла новаторские усилия по борьбе с подростковой беременностью и защите сексуального и репродуктивного здоровья молодых людей.

## Достижения
В 2020 году Теофелус признали одной из 100 самых влиятельных африканских женщин и самым молодым человеком в этом списке. В 2021 году Теофелус была признана одной из 100 женщин года по версии Би-би-си. Она также получила Премию Организации Объединённых Наций в области народонаселения 2022 года за свою работу по защите прав женщин и сексуального и репродуктивного здоровья подростков в Намибии.
В 2021 году Теофелус внесла в парламент предложение об отмене налога на гигиенические прокладки. В 2022 году это предложение вступило в силу, когда министр финансов Иипумбу Сиими объявил об отмене налога на добавленную стоимость на гигиенические прокладки в соответствии с Законом о налоговых поправках 2022 года, вступающим в силу с 1 января 2023 года.

## Интересы
Законодательные интересы Теофелус — парламентский надзор, парламентское саморазвитие, электронный парламент, законодательство об изменении климата, участие молодёжи в парламенте и парламентские исследования.